# آنتونیو آوگالده
آنتونیو آوگالده (اسپانیایی: Antonio Ugalde‎؛ زادهٔ ۱۳ مهٔ ۱۹۷۶) بازیکن هندبال اهل اسپانیا بود.